# Carlos Varela
Carlos Varela (l'Havana, 11 d'abril de 1963) és un cantautor cubà, exponent de la nova trova cubana dels últims temps. És membre de la generació de Santiago Feliú, Gerardo Alfonso i Frank Delgado, posterior a la de Silvio Rodríguez o Pablo Milanés, i els prenen com a referents per als seus temes, com "Monedas al aire", "Como los peces", "Tropicollage" o "Lucas y Lucía". Tot i això, tenen un toc més actual pel que fa als seus temps i tracten per sobretot temes socials de la Cuba del moment. Això ha dut a alguns problemes amb el règim polític per les seves lletres que, si bé no es mostren totalment oposades al règim cubà, parlen en moltes ocasions dels principals problemes socials, econòmics i polítics.
Les seves actuacions se succeeixen per Canadà, Espanya, Mèxic, Veneçuela, Panamà, Colòmbia, Xile, Suècia, Dinamarca, Estats Units i d'altres països compartint escenaris amb Silvio Rodríguez, Pablo Milanés, Fito Páez, Joaquín Savina, Mercedes Sosa i altres.
El dia 8 de desembre de 2006 va oferir un concert a l'estadi del centre recreatiu José Antonio Echeverría a l'Havana, dedicat al 26è aniversari de la mort de John Lennon i també al 28è Festival Internacional del Nou Cinema Llatinoamericà. Varela va tocar durant gairebé dues hores sota les inclemències del temps.
Un altre dels seus concerts més memorables el va realitzar el 24 d'octubre de 2008 en el Dia Internacional dels Somnis que es va realitzar a l'Illa de San Carlos a Veneçuela amb artistes de renom com Raly Barrionuevo, Bárbara Luna, Grupo Iven, entre d'altres.
Carlos Varela va participar amb altres famosos de la cançó popular el 20 de setembre de 2009 en el concert Paz sin fronteras, en la seva segona edició, patrocinat per Juanes. L'esdeveniment es va realitzar a la plaça de la Revolució de l'Havana amb un ple que va aconseguir, segons Miguel Bosé, la xifra d'un milió cent cinquanta mil espectadors. Allí van cantar també altres figures com Olga Tañón, Danny Rivera i Silvio Rodríguez.

## Discografia
| Any de publicació | Títol                            |
| 1989              | Jalisco Park                     |
| 1991              | Carlos Varela En Vivo            |
| 1991              | Monedas al Aire                  |
| 1995              | Como los Peces                   |
| 2000              | Nubes                            |
| 2003              | Siete                            |
| 2005              | Los Hijos de Guillemo Tell Vol.1 |
| 2009              | No es el Fin                     |